# Пали анђео
Пали анђели, у хришћанству, представљају анђеле који су прогнани из Раја, као казна за непослушност анђела и побуне против Бога. Најпознатији међу палим анђелима је Сатана (анђеоског имена, пре пада, Сатанаел).

## Нови завет
У Новом завету се јасно испољава идеја о постојању два краљевства, небеског и ђаволовог. Ђаво је пали анђео, који је, приликом свог пада, повукао и мноштво других анђела са собом. Исус га назива „кнезом овога света“ (Јн 14,30); он је „кушач“ људи и настоји да их повуче за собом (Мат 25,41, 2. Пет 2,4, Еф 6,12, 2. Кор 11,14, 2. Кор 12,7). 
Приказ Сатане као змаја се у хришћанству појављује углавном под утицајем Откровења Јовановог (Отк 9,11-15, Отк 12,7-9), где се он описује као "аждаја", „стара змија" итд. и говори како се заиста борио са арханђелом Михаилом. Такође, описује се и као „лутајући лав који тражи кога ће прождрати“ (2. Пет), што га ставља у контекст некога ко походи овај свет и искушава људе овога света. Може се уочити велика сличност са вавилонским митом о сукобу Мардука и змаја Тиамат. 

## Галерија
- Слика Вилијама Блејка „Протеривање побуњених анђела у Пакао“